# Tekkon Kinkreet
Tekkon Kinkreet (jap. 鉄コン筋クリート, Tekkon Kinkurīto, Wortspiel mit tekkin concrete (鉄筋コンクリート, tekkin konkurīto), dt. „Stahlbeton“) ist ein Anime-Film aus dem Jahr 2006, der auf der gleichnamigen Manga-Serie von Taiyō Matsumoto basiert. Studio 4°C produzierte den 111-minütigen Film. Regie führte Animatrix-Produzent Michael Arias.

## Handlung
Die elternlosen Brüder Black und White, zwei gegensätzliche Charaktere, leben in der heruntergekommenen Stadt Treasure Town. Die Stadt wird gerade von windigen Geschäftsmännern in eine Entertainmentwelt umgestaltet. Die beiden Brüder nehmen dagegen den Kampf auf, um sich und die Stadt vor dem Wandel zu retten.

## Hintergründe
Der Manga von Taiyō Matsumoto erschien in Japan von 1993 bis 1994 in 33 Einzelkapiteln im Manga-Magazin Big Comic Spirits. Diese Einzelkapitel brachte der Shōgakukan-Verlag auch in drei Sammelbänden heraus. Die Sammelbände verkauften sich in Japan mit über einer Million Exemplaren überraschend gut, Tekkon Kinkreet war Matsumotos Durchbruch als Zeichner. In den USA ist der Manga unter dem Titel Black & White zunächst im Pulp-Magazin und dann in drei Bänden bei Viz erschienen. 1995 entstand eine Theaterumsetzung des Mangas.
Bereits 1999 schuf Michael Arias gemeinsam mit Koji Morimoto einen Pilotfilm, eine erste Version des Films. Der computeranimierte Pilotfilm erhielt unter anderem den Preis für Exzellenz auf dem Japan Media Arts Festival 1999. Arias wollte den gesamten Film in 3D gestalten, gab das Projekt jedoch auf, als sich dies als zu schwierig herausstellte. Erst 2003, als Arias erneut mit dem Studio 4°C an Animatrix arbeitete, griff man die Idee wieder auf.
Der Film feierte seine Premiere am 21. Oktober 2006 auf dem Tokyo International Film Festival. Am 23. Dezember desselben Jahres kam der Film in die japanischen Kinos. In Deutschland wurde der Film erstmals am 10. Februar 2007 im 14plus-Wettbewerb der Berlinale 2007 gezeigt.

## Auszeichnungen
Beim 61. Mainichi Eiga Concours im Jahr 2006 gewann der Film den Ōfuji-Noburō-Preis, der, im Andenken an den Animatoren Noburō Ōfuji, künstlerisch wertvolle Animationsfilme auszeichnen soll. Bei der Tōkyō Kokusai Anime Fair 2008 wurde Taiyo Matsumoto für sein Drehbuch des Animes ausgezeichnet. Ebenso wurde der künstlerische Leiter Shinji Kimura ausgezeichnet.